# Paul Laciga
Paul Laciga, né le 24 novembre 1970 à Berne, est un joueur suisse de beach-volley. 
Avec son frère Martin Laciga, il est médaillé d'argent aux Championnats du monde de beach-volley en 1999, champion d'Europe en 1998, 1999 et 2000, vice-champion d'Europe en 2001 et 2002 et médaillé de bronze européen en 1997.
Il est aussi vice-champion du monde en 2005 avec Sascha Heyer.

## Principauxs résultats
Voici les résultats obtenus avec son frère Martin : 
- Champion de Suisse en 1994
- Tournoi de Karlovy Vary en 1996
- Tournoi de Mar del Plata en 1998
- 5ème aux Jeux Olympiques en 2000 et 2004
- 3ème aux Mondiaux en 2003
- 4ème aux Mondiaux en 2002
- Vainqueur du World Tour en Espagne en 2004
- 2ème au classement mondial en 2001